# Русский эксперимент со сном
Русский эксперимент со сном (англ. Russian Sleep Experiment) — городская легенда (крипипаста), рассказывающая об эксперименте советских учёных по депривации сна, поставленном на заключённых ГУЛАГа и окончившемся ужасными последствиями.

## Происхождение
По данным Russia Beyond, эта история возникла на форуме, где пользователям предлагалось создать «самую страшную городскую легенду». Многие новостные организации, включая Snopes.com, в прямом эфире проследили происхождение истории на веб-сайте, ныне известном как Creepypasta Wiki, которая была опубликована 10 августа 2010 года пользователем по имени OrangeSoda, чьё настоящее имя неизвестно.
Однако потом же был обнаружен более ранний источник оригинальной истории, который был опубликован на личном блоге сайта Рипса Домейна в 2009 году. Блогер утверждал, что историю придумал не он, а отправил его брат по электронной почте, а он же просто её опубликовал.

## Описание
В истории рассказывается об эксперименте, проведённом в конце 1940-х годов на секретном советском испытательном полигоне. Пятерых заключённых, считавшихся врагами государства, содержали в герметичной газовой камере, при этом испытуемым постоянно вводили воздушно-капельный стимулятор, чтобы они не спали в течение 15 дней подряд. Заключённым обещали, что их выпустят на свободу, если они завершат эксперимент в течение 30 дней. Испытуемые вели себя как обычно в течение первых 5 дней, разговаривая друг с другом и перешептываясь с исследователями через одностороннее стекло, хотя было отмечено, что их обсуждения постепенно приобретали всё более мрачный оттенок. Через 9 дней один испытуемый начал бесконтрольно кричать в течение нескольких часов, в то время как остальные никак не реагировали на его вспышку. Мужчина кричал так долго, что порвал голосовые связки и в результате потерял дар речи. Когда второй начал кричать, остальные помешали исследователям заглянуть внутрь, наклеив на окна вырванные страницы книг и собственные фекалии. Прошло несколько дней, в течение которых исследователи так и не смогли заглянуть внутрь и в камере царила полная тишина. Исследователи использовали интерком, чтобы проверить, живы ли ещё испытуемые, и получили короткий ответ испытуемого, выражающий согласие.
На 15-й день исследователи решили отключить стимулирующий газ и снова открыть камеру. Испытуемые не хотели, чтобы газ выключался, опасаясь, что они заснут. Заглянув внутрь, они обнаружили, что четверо выживших испытуемых нанесли себе смертельные и тяжёлые увечья и выпотрошили себя в течение последних дней, в том числе оторвали плоть и мышцы, удалили несколько внутренних органов брюшной полости, практиковали самоканнибализм, а также каннибализм второго субъекта и позволили 10 см (4 дюйма) крови и воды скапливаться на полу, заклинивая куски плоти от второго субъекта в канализацию, который был найден мёртвым на полу, как только камера была открыта. Испытуемые яростно отказывались покидать камеру и умоляли учёных продолжать вводить стимулятор, а также убили одного солдата и тяжело ранили другого, который попытался их вывести из камеры. После того, как в конечном счёте их вывели из камеры, все испытуемые продемонстрировали чрезвычайную силу, беспрецедентную устойчивость к наркотикам и седативным средствам, способность оставаться в живых, несмотря на смертельные травмы, и отчаянное желание бодрствовать и получать стимулятор. Также было обнаружено, что если бы кто-нибудь из испытуемых заснул, он бы умер.
После некоторого лечения от тяжёлых травм выжившие трое испытуемых были готовы вернуться в газовую камеру со стимулятором по приказу военных чиновников (хотя и против воли исследователей), при этом мониторы ЭЭГ показывали короткие повторяющиеся моменты смерти мозга. Прежде чем камера была запечатана, один из испытуемых заснул и умер, и единственный испытуемый, который мог говорить, закричал, чтобы его немедленно запечатали в камере. Офицер КГБ приказал закрыть трёх других исследователей в камере вместе с двумя оставшимися испытуемыми. Один исследователь немедленно выхватил пистолет и убил командира и немого субъекта, выстрелив им обоим в голову, в результате чего другой человек выбежал из комнаты. Имея только одного выжившего субъекта, перепуганный исследователь объяснил, что он не позволит запереть себя в комнате с монстрами, которых больше нельзя было назвать людьми. Он в отчаянии спросил, кем является субъект, на что субъект улыбнулся и назвал себя и других падших субъектов врождённым злом внутри человеческого разума, которое сдерживается актом сна. После короткой паузы исследователь выстрелил заключённому в сердце, и с последним вздохом на полу субъект пробормотал свои последние слова: «Так… почти… свободен…».

## Мистификация
История получила большой резонанс в интернете, став самым популярным рассказом в жанре крипипаста, многие пользователи интернета заявляли о её подлинности, сторонники данной теории в качестве доказательств представляли фотографии, сделанные якобы во время проведения эксперимента (в частности это фигура хэллоуинского аниматроника, известного под именем «спазм»), а также вырезанный кадр из малобюджетного фильма ужасов «Бытие».

## Демистификация
Факты, разоблачающие городскую легенду:
- В оригинальной истории используются меры измерения в фунтах и дюймах, что намекает на то, что историю писал не русский и даже не европеец;
- В истории фигурирует офицер КГБ, хотя все действия происходят в конце 1940-х, в то время как КГБ появился только в 1954 году;
- Науке неизвестен газ, способный помешать человеку заснуть;
- Вырывание органов из себя приводит к летальному исходу мгновенно.

На разных сайтах данную историю нередко искажают для добавления реализма, многие стараются не упоминать офицера КГБ, иногда заменяя его на сотрудника НКВД, а также добавляют предыстории, объясняя, с какой целью данный эксперимент проводился, в частности также могут меняться даты и участники эксперимента, иногда представляют немецких военнопленных. Также редакторы иногда добавляют вместо иллюминаторов камеру видеонаблюдения, при этом сопровождая вышеупомянутым кадром из малобюджетного фильма.

## Адаптации
Популярность русского эксперимента со сном привела к различным адаптациям на протяжении многих лет. The Russian Sleep Experiment (в переводе с англ. — «Русский эксперимент со сном»), психологический роман Холли Айс в жанре ужасов, вдохновлённый оригинальным рассказом, был опубликован в 2015 году и в настоящее время распродан.
В 2015 году был снят короткометражный фильм The Russian Sleeps Experiments, сюжет фильма сильно отличается от оригинального рассказа, в эксперименте подопытными являются трое немецких военнопленных, а действия происходят в 1945-м году.
По мотивам рассказа была написана пьеса 2019 года Subject UH1317 — When Science Traces A Deadly Turn (в переводе с англ. — «Субъект UH1317 — Когда наука выслеживает смертельный поворот») — психологический научно-фантастический триллер.
В начале 2018 года в Ирландии начались съёмки психологического триллера Джона Фаррелли по мотивам рассказа. Фильм под названием The Sleep Experiment (в переводе с англ. — «Эксперимент со сном») был представлен публике в 2021 году.
В июле 2019 года автор книг ужасов Джереми Бейтс опубликовал роман The Sleep Experiment (в переводе с англ. — «Эксперимент со сном»), основанный на оригинальном рассказе.
Было сделано несколько других экранизаций, в том числе фильм, основанный на рассказе под названием The Soviet Sleep Experiment (в переводе с англ. — «Советский эксперимент со сном»), с Крисом Каттаном в главной роли и Барри Андерссоном в качестве режиссёра. Съёмки фильма проходили в Лейквилле (штат Миннесота) в 2018 году.